# Juliet Wilson Bareau
Juliet Wilson Bareau (1935) és una crítica d'art, especialista principalment en els pintors Francisco de Goya i Édouard Manet.

## Biografia
Juntament amb Manuela Mena ha proposat la descatalogació d'alguns quadres de Goya, com La lletera de Bordeus, que van atribuir a Rosario Weiss —filla de Leocadia Weiss, governanta de Goya—, i El colós, l'autoria del qual adjudicaven l'any 2001 a Javier Goya —fill de Francisco de Goya— (hipòtesi rebutjada per Nigel Glendinning i el llavors director del Museu del Prado Fernando Checa), i l'any 2008 a Asensi Julià, encara que finalment Manuela Mena, llavors responsable a el Prado de la pintura del segle xviii i de Goya, va renunciar el gener de 2009 a assignar a Julià l'autoria del Colós considerant-ho de «un seguidor de Goya».

Wilson Bareau s'expressa en aquests termes sobre el pintor aragonès:
| « | Goya va ser un home molt llest i intel·ligent […] Mai no he cregut en aquesta idea extingida que als 50 anys es descobreix com un gran artista. Sempre va buscar el sentit de totes les obres, incloses les religioses. No m'agrada parlar de geni perquè és un terme que s'aplica a la lleugera i als genis no se'ls mira. En la seva obra, tot té unitat i sentit i és tan bon pintor que és incapaç de fer una obra dolenta. Cada cop que té un pinzell a la mà s'expressa amb tota la seva intel·ligència i entusiasme, amb una qualitat sorprenent. És un home absolutament complet, que s'apassiona per la caça, escolta seguiriyes o es passeja pels carrers de París perquè vol veure-ho i entendre-ho tot. | » |

L'any 1970 va publicar, amb Pierre Gassier, «el millor i més complet catàleg de Goya», traduït a l'espanyol per l'editorial Joventud de Barcelona sota el títol Vida i obra de Francisco de Goya (1974).